# John Sainsbury
John Davan Sainsbury, barone Sainsbury di Preston Candover (2 novembre 1927 – 14 gennaio 2022), è stato un imprenditore e filantropo inglese.

## Biografia

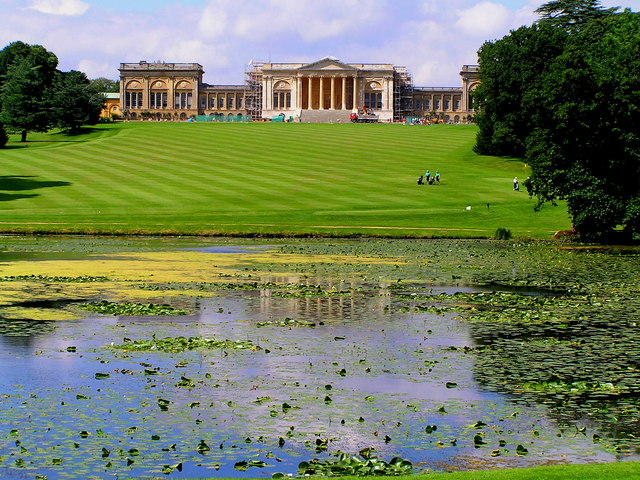
La Stowe School.

John Sainsbury nacque il 2 novembre 1927 ed è figlio di lord Alan Sainsbury, imprenditore, e nipote di sir Robert Sainsbury, collezionista di articoli d'arte moderna e tribale. I suoi fratelli minori erano Simon e Timothy, già ministro nei governi di Margaret Thatcher e John Major. David Sainsbury, già Sottosegretario di Stato parlamentare per la scienza e l'innovazione, era suo cugino. I suoi bisnonni, John James Sainsbury e Mary Ann Staples, fondarono una drogheria al numero 173 di Drury Lane nel 1869. Da questo negozio nacque la catena di supermercati britannica Sainsbury's. A volte veniva chiamato "Mr JD" Sainsbury, il nome con cui era noto quando lavorava in azienda.
Venne educato alla Stowe School e poi si laureò in storia al Worcester College dell'Università di Oxford.
Sainsbury iniziò a lavorare nell'attività di famiglia nel 1950, l'anno in cui fu aperto il primo negozio self-service a Croydon. Prestava servizio nel reparto alimentari. L'anno successivo divenne compratore. In seguito fu responsabile di molti altri aspetti del business, compreso l'acquisto di pancetta dal 1956. Divenne quindi direttore della società nel 1958 e vicepresidente nel 1967, dopo il pensionamento del padre.
Nel 1969 succedette a suo zio, sir Robert Sainsbury, negli uffici di presidente e amministratore delegato dell'azienda. All'epoca, sebbene Sainsbury's fosse il più grande rivenditore di alimentari del Regno Unito per quota di mercato dal 1922, i profitti di Tesco erano il doppio dei suoi. I profitti di Marks & Spencer erano nove volte quelli di Sainsbury's.
Il 12 luglio 1973 condusse la compagnia alla Borsa di Londra; all'epoca era la più grande fluttuazione di sempre. Soprannominata "La vendita del secolo" dalla stampa, la sua famiglia in quel periodo manteneva il controllo con una quota dell'85 %. Mentre suo cugino David Sainsbury, ereditò l'intera quota del 18 % del padre Robert Sainsbury, John dovette dividere il 18 % di suo padre con i suoi fratelli più giovani, l'onorevole Simon Sainsbury e il molto onorevole sir Timothy Sainsbury. Essi detenevano così il 6 % ciascuno. Si ritiene che Robert abbia dato a David la sua intera partecipazione - piuttosto che dividerla tra David e le sue tre figlie - in modo che David avesse più voti al tavolo, considerando che John aveva uno stile di leadership forte e autocratico, mentre David era sempre più cauto. Egli inoltre era meno interessato all'impresa di famiglia rispetto a John. David fu assunto al dipartimento del personale di Sainsbury's non avendo ottenuto i fondi per diventare scienziato.
Durante i suoi 23 anni come presidente, Sainsbury's sostituì tutti i suoi 82 negozi con supermercati moderni. Il numero di esercizi della catena nel Regno Unito crebbe da 244 (compresi 162 self-service) a 313, mentre la dimensione media dei nuovi punti vendita aumentò da 754 m² a 3250 m². La gamma di prodotti passò da 4000 - inclusi 1500 a marchio proprio - a 16000 - inclusi 8000 prodotti a marchio proprio. Si diceva che degustasse personalmente i propri prodotti di marca per assicurarsi che fossero di buona qualità e che approvasse personalmente ogni confezione di prodotti a marchio proprio prima del lancio ufficiale. Si diceva che si presentasse senza preavviso nei negozi in elicottero per pattugliare i corridoi e mettere in evidenza le mancanze.
Introdusse Sainsbury's nel mercato statunitense tramite l'acquisto di Shaw's, una catena di supermercati americana, e avviò le catene di negozi Homebase e SavaCentre. In seguito Shaw's e Homebase furono vendute mentre SavaCentre venne ribattezzata sotto il marchio principale di Sainsbury's.
Tra il 1973 e il 1992, la capitalizzazione di mercato della società aumentò da 117 milioni a 8,115 miliardi di sterline a causa dell'aumento del prezzo delle azioni da 9 a 464 punti (al 15 maggio 1992). Tra il 1969 e il 1992 le vendite aumentarono da 166 milioni a 9,202 miliardi di sterline e l'utile lordo crebbe da 4,3 milioni a 628 milioni di sterline. La società inoltre registrò il fatturato più alto per metro quadrato nel settore della vendita al dettaglio di generi alimentari e la quota di mercato del settore del supermercato nel Regno Unito aumentò dal 2,5% al 10,4%. Sainsbury's superò anche Tesco e Marks & Spencer, quest'ultima poco prima del suo ritiro avvenuto il 2 novembre 1992, giorno del suo 65º compleanno. La sua azienda divenne quindi la catena di supermercati più grande e di maggior successo del Regno Unito. Dopo il suo ritiro, suo cugino David Sainsbury gli succedette nell'ufficio di presidente. Tesco superò Sainsbury's come più grande catena di supermercati del Regno Unito nel 1995 e David Sainsbury si dimese dalla carica di presidente nel 1998 per perseguire la sua ambizione di lunga data di avere una carriera in politica.
Sebbene lord Sainsbury sia poi andato in pensione, rimase presidente a vita dell'azienda e continuò a interessarsi attivamente negli affari. A volte andava in giro per negozi con l'amministratore delegato Mike Coupe e partecipava sempre agli incontri annuali di J Sainsbury plc. Era anche presidente congiunto della Sainsbury's Veteran Association insieme all'ex amministratore delegato di Sainsbury's, Dino Adriano.
Era anche il membro della famiglia con una grande partecipazione più riluttante a vendere la sua quota. Durante la vendita della quota di famiglia tra il 2005 e il 2008 dal 35% al 15%, lord Sainsbury fu l'ultimo azionista di famiglia a ridurre la sua partecipazione, nel suo caso dal 4% al 3,89%. Vendette lo 0,11% a una fiduciaria non benefica da lui detenuta. Il 5 dicembre 2006 lord Sainsbury informò la J Sainsbury plc che non deteneva più un interessi da segnalare nella Società in seguito al trasferimento di azioni all'interno della sua famiglia.
Durante le offerte pubbliche di acquisto per Sainsbury's nel corso del 2007, lord Sainsbury utilizzò N M Rothschild & Sons come consulente finanziario e si dice che sia stato l'azionista di famiglia più riluttante a vendere la sua partecipazione. In effetti, durante l'offerta pubblica di acquisto di private equity nel primo semestre del 2007, si rifiutò di vendere il suo 3% di quote a qualsiasi prezzo.
Ad agosto del 2009 lord Sainsbury continuava a controllare poco meno del 3% della società e beneficiava dell'1,6% del capitale azionario. Anche se David Sainsbury controllava la più grande partecipazione familiare con il 5,85% e lord Sainsbury controllava appena meno del 3%, la partecipazione positiva di David era solo dello 0,57%, contro l'1,6% di John. La famiglia Sainsbury nel suo insieme controllava circa il 15% delle quote dell'impresa. Nel lista dei più ricchi del paese stilata dal Sunday Times nel 2013, la sua fortuna familiare era stimata in 1,97 miliardi di sterline.
Fece parte del comitato direttivo del gruppo Bilderberg.
Il 31 dicembre 1979 venne nominato cavaliere. Il 12 febbraio successivo la regina Elisabetta II lo investì ufficialmente durante una cerimonia tenutasi a Buckingham Palace a Londra. Il 31 gennaio 1989 fu creato pari a vita con il titolo barone Sainsbury di Preston Candover, di Preston Candover nella contea dell'Hampshire. Nella Camera dei lord fa parte del Partito Conservatore. Nel 1992 venne nominato cavaliere dell'Ordine della Giarrettiera.
Nel 1985 lui e i suoi due fratelli concessero dei fondi per costruire la nuova ala della National Gallery di Londra. Essa costò circa 50 milioni di sterline e venne inaugurata nel 1991 con il nome di ala Sainsbury.
Con sua moglie, gestiva anche il Linbury Trust, che offre sovvenzioni a vari progetti nei settori delle arti, dell'educazione, dell'ambiente e del patrimonio, della medicina, dell'assistenza sociale e nei paesi in via di sviluppo. Uno dei progetti più importanti finanziati dal Linbury Trust fu la riqualificazione della famosa Royal Opera House di Londra nel 1990. L'edificio venne ribattezzato Linbury Studio Theatre in riconoscimento del contributo sostanziale apportato da Linbury Trust.
Nel 1987 lady Sainsbury fondò il Premio della biennale di Linbury per la scenografia, che identifica e incoraggia i neofiti di talento nel campo del design teatrale. Il premio continua ad essere finanziato esclusivamente dal Linbury Trust.
Nel 1993 si unì a lord Rothschild per fondare la Butrint Foundation per registrare e conservare il sito archeologico di Butrinto in Albania.
Nel settembre del 2010 donò 25 milioni di sterline al British Museum. La BBC indicò che questa era la più grande donazione in due decenni.
Era sposato con l'ex ballerina Anya Linden. I due hanno ebbero tre figli: Sarah Butler-Sloss (1964), John Julian (1966) e Mark (1969).
Risiedeva in un palazzo del XVIII secolo a Preston Candover, in precedenza di proprietà di Peter Cadbury. Lord Sainsbury ripiantò gli alberi che Peter Cadbury aveva abbattuto al fine di rendere la casa più grande.
Morì il 14 gennaio 2022 all'età di 94 anni.

## Araldica
| Stemma | Stendardo | Titolare                                                        | Descrizione |
|        |           | Lord John Davan Sainsbury, barone Sainsbury di Preston Candover | La cornucopia simboleggia l'attività di famiglia nel settore della distribuzione alimentare. La fascia dentellata rappresenta i legami di lord Sainsbury con il balletto. Le cetre ricordano il suo patrocinio della musica. Il suo interesse per i vini è rappresentato dai leopardi che furono scelti perché Bacco, dio greco del vino, talvolta è rappresentato su un carro trainato da leopardi. La colonna corinzia nello stemma si riferisce alle arti e all'architettura, a cui ha dato notevoli contributi. |